# Ra's Tannūrah
Ra's Tannūrah, internazionalmente riconosciuta come Ras Tanura (in arabo: رأس تنورة, ras tanwra, dal significato simile a "Punta del braciere") è una città dell'Arabia Saudita nella provincia di al-Sharqiyya.

## Origine del nome
Probabilmente il nome deriva dal caldo intenso che domina il promontorio e tutta l'area attorno all'isola di Tarout.

## Storia

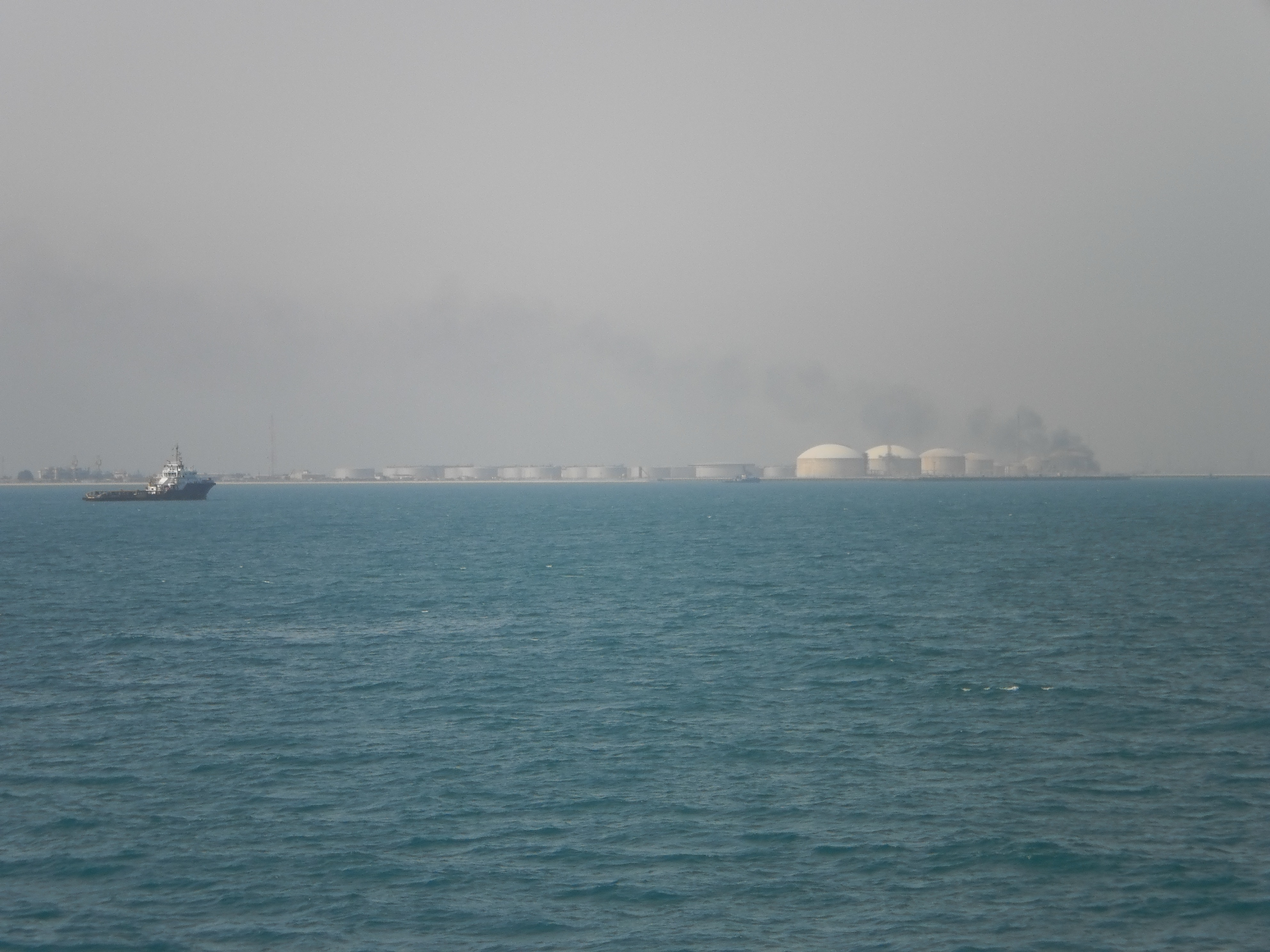
La zona industriale di Ra's Tannūrah

Ras Tanura è una dei quattro complessi residenziali costruiti dall'ARAMCO negli anni quaranta ed è l'unica situata all'interno del golfo persico. La raffineria di Ras Tanura è pesantemente sorvegliata dalle guardie di sicurezza, mentre il centro abitato rimane molto più tranquillo e meno sorvegliato. Ai tempi del miracolo economico Ras Tanura ebbe relazioni commerciali con la SIR di Angelo Rovelli: Nel 1970 venne inviata alla zona industriale di Porto Torres la "Texaco", una gigantesca petroliera di oltre 200.000 tonnellate che riuscì a scaricare il suo carico di greggio solo grazie ad un gigantesco oleodotto di 7 km collegato ad una boa galleggiante che dalla terraferma arrivava alla nave prontamente realizzato dalla stessa SIR (per le enormi dimensioni dell'imbarcazione l'attracco nel porto era impossibile). Tale opera, chiamata "monoboa", fu tecnologicamente all'avanguardia nonché l'unico dispositivo di tal genere presente nel Mediterraneo.

## Infrastrutture e trasporti

### Strade
- Autostrada 613 "Dhahran–Jubail Expressway" (in arabo: طريق الظهران–الجبيل السريع)

### Aeroporti
- Aeroporto Internazionale di Dammam-Re Fahd (in arabo: مطار الملك فهد الدولي)